# Катранджа
Катранджа (на турски: Katranca) е село в Източна Тракия, Турция, Вилает Лозенград.

## География
Селото се намира на 39 км южно от Лозенград.

## История
В началото на 20 век Катранджа е село в Бабаескийска кааза на Османската империя. Според статистиката на професор Любомир Милетич в 1912 година в селото живеят помаци.